# 久高島
久高島（日语：／ Kudaka-jima；琉球語：／ ）是沖繩群島中的一個小島，位於沖繩島東部的海域上，距知念岬5.3公里。久高島現屬沖繩縣南城市管轄，從南城市知念安座真坐高速船15分鐘可到達，坐渡輪20分鐘到達。
久高島為一東北-西南走勢的細長小島，面積1.38平方公里，海岸線長7.8公里，地勢平坦，最高點為17.4公尺。久高島的土質為赤土，保水力較差。另外，沿岸不斷生成珊瑚礁，產生潟湖。
根據《中山世鑑》的說法，天帝命琉球開闢之神阿摩美久降臨於久高島的カベール岬，並創立了沖繩群島。因此久高島被琉球人當作聖地進行崇拜。琉球王國時代，每當聞得大君就任之際，國王由聞得大君陪伴，來至島上進行禮拜。後來國王的巡禮活動在向象賢的改革中被廢止，改為聞得大君在齋場御嶽對久高島進行遙拜。1673年，改為由國王委派的代理人進行遙拜。

## 外部連結
- （日語）http://www.kudakajima.jp/ （页面存档备份，存于）
- （日語）
- （日語）
- （日語）http://island2001.at.webry.info/200512/article_19.html （页面存档备份，存于）